# Toumani Camara
Toumani Camara (Brüsszel, 2000. május 8.) belga profi kosárlabdázó, aki az NBA-ben szereplő Portland Trail Blazers csapatában játszik. Belgiumban nevelkedett, majd az Egyesült Államokba költözött, hogy floridai Hollywoodban található Chaminade-Madonna College Preparatory Schoolban tanuljon. Camara egyetemi kosárlabda-pályafutását a Georgia Bulldogs csapatában kezdte, majd a második szezonja után a Dayton Flyers-höz igazolt. A 2023-as NBA-drafton a Phoenix Suns választotta ki, majd újonc szezonja kezdete előtt elcserélték a Trail Blazershez.

## Korai élete
Camara Brüsszelben, Belgiumban nőtt fel. Édesanyja, Anne Le Docte belga és haiti származású, míg édesapja Maliból származik. Camarát és bátyját ötéves kora óta kizárólag Le Docte nevelte. Volt egy nővére, aki három hónapos korában tüdőbajban meghalt. Camara négy pillangót tetovált a jobb lábára, hogy tisztelegjen családja előtt: édesanyja, bátyja, nővére és saját maga előtt.
Camara először a bátyja hatására kezdett kosárlabdázni. A helyi kosárlabdapályát egész nap focisták foglaltak el, így Camarának estig kellett várnia a játékra. Az amerikai kosárlabdával az NCAA I. osztályú férfi kosárlabda-tornán találkozott először, amelyet a belga televízió közvetített. Camara kora reggelig fennmaradt, amikor rátalált egy weboldalra, amely élőben közvetítette az NBA-meccseket, és Dwyane Wade rajongója lett, miközben nézte, ahogy bajnoki címet nyer a Miami Heattel.
Camara ígéretes játékossá fejlődött, és a belga válogatottban játszott, amely részt vett a 2016-os FIBA U16-os Európa-bajnokság B divíziójában . Belga edzőjének volt egy barátja, aki a floridai Westonban edzősködött, és beleegyezett, hogy segít Camarának iskolát találni az Egyesült Államokban. Camara 16 évesen költözött az Egyesült Államokba.

## Középiskolai pályafutása
Camara a Chaminade-Madonna College Preparatory Schoolban játszott, ahol dupla-duplát átlagolt a junior és a senior szezonjában. Több, mint 30 NCAA I. osztályú egyetem szerette volna megszerezni a fiatal játékost. Camara megfordult a Daytoni Egyetemen és a Kansasi Állami Egyetemen, de 2018. október 1-jén a Georgiai Egyetemhez szerződött, hogy a Bulldogs csapatában játsszon.

## Egyetemi pályafutása
Camara a Bulldogs csapatában 6,6 pontot és 4,3 lepattanót átlagolt meccsenként elsőéves szezonjában. Elsőévesként csapattársa volt a 2020-as NBA-draft későbbi első számú választottjának, Anthony Edwardsnak. Már a második szezonja kezdete előtt szóba került, hogy akár NBA-játékos is lehet belőle, azonban értéke csökkent. Camara a második szezonjában meccsenkénti12,8 pontot és csapatszinten legjobbnak számító 7,7 lepattanót átlagolt. 2021. április 1-jén Camara bejelentette, hogy egyetemet vált; kijelentette, hogy úgy érzi, másik csapatban többet tudna fejlődni.
2021. április 8-án Camara elkötelezte magát a Dayton Flyers csapata mellett. A 2021–2022-es szezonban átlagosan 10,9 pontot és 6,9 lepattanót szerzett, amivel bekerült az All-Atlantic 10 harmadik csapatába. Camara jelentkezett a 2022-es NBA draftra, de a folyamat tesztelése után visszalépett. A 2022–2023-as szezonra a Flyers csapatkapitányává nevezték ki, és ő volt az egyetlen negyedéves játékos a névsorban. Camara meccsenként 13,9 pontot és 8,6 lepattanót átlagolt. Beválasztották az All-Atlantic 10 első csapatába és a védekező csapatba is.
2023. április 25-én Camara bejelentette, hogy a 2023-as NBA-drafton való részvétellel lemond az egyetemi utolsó szezonjának jogosultságáról.

## Profi pályafutása

### Portland Trail Blazers (2023–napjainkig)
Camarát a Phoenix Suns draftolta a 2023-as NBA-drafton az 52. helyen. Camara négyéves, újonc szerződést írt alá 2023. július 3-án.
2023. szeptember 27-én Camara Jrue Holiday, Deandre Ayton és egy 2029-es első körös draftjog mellett a Portland Trail Blazers-höz került egy háromcsapatos üzlet részeként, amelynek keretében Damian Lillard a Milwaukee Buckshoz, Grayson Allen, Jusuf Nurkić, Nassir Little és Keon Johnson pedig a Phoenix Suns-hoz került. A Blazers színeiben október 25-én debütált a Los Angeles Clippers elleni mérkőzésen, ahol hét pontot, egy gólpasszt és két lepattanót jegyzett. Camara 2024 márciusának végén bal bordatörést és kisebb vesesérülést szenvedett, amivel idő előtt befejezte újoncszezonját. Meccsenként 7,5 pontot és 4,9 lepattanót átlagolt.
2024. szeptember 30-án Camara az egészségügyi stábtól engedélyt kapott az edzőtáborba való részvételre.
2025. január 19. és február 6. között a Trail Blazers utolsó 11 meccséből 10-et megnyert (a csapat 23-29-re javította mérlegét, miután a szezont 13-28-as mérleggel kezdte). Camara hatalmas szerepet játszott a fordulatban a védekezés intenzitásával és a másodéves dobóteljesítményének javulásával. Egy meccs alatt átlagosan 11,8 pontot, 7,9 lepattanót és 2,1 gólpasszt szerzett 54,9%-os dobóhatékonysággal és 46,9%-os hárompontos dobóhatákonysággal. Februári védekező játékáért a Nyugati Konferencia hónap védőjátékosának választották.

## Válogatott pályafutása
Camarát választották Belgium ifjúsági csapatának képviseletére a 2016-os FIBA U16-os Európa-bajnokság B divízióján . A belga U16-os válogatottal játszott torna során meccsenként 2,4 pontot és 2,9 lepattanót átlagolt.

## Statisztika

### NBA
| Év        | Csapat                 | JM  | KM  | JP/M | MG%  | 3P%  | BD%  | LP/M | GP/M | L/M | B/M | P/M  |
| --------- | ---------------------- | --- | --- | ---- | ---- | ---- | ---- | ---- | ---- | --- | --- | ---- |
| 2023–2024 | Portland Trail Blazers | 70  | 49  | 24,8 | .450 | .337 | .758 | 4,9  | 1,2  | 0,9 | 0,5 | 7,5  |
| 2024–2025 | Portland Trail Blazers | 77  | 77  | 32,8 | .456 | .370 | .722 | 5,8  | 2,2  | 1,5 | 0,6 | 11,3 |
| Karrier   | Karrier                | 147 | 126 | 29,0 | .453 | .359 | .738 | 5,4  | 1,8  | 1,2 | 0,6 | 9,5  |

### Egyetem
| Év        | Csapat           | JM  | KM  | JP/M | MG%  | 3P%  | BD%  | LP/M | GP/M | L/M | B/M | P/M  |
| --------- | ---------------- | --- | --- | ---- | ---- | ---- | ---- | ---- | ---- | --- | --- | ---- |
| 2019–2020 | Georgia Bulldogs | 32  | 23  | 24,0 | .494 | .172 | .625 | 4,3  | 0,7  | 0,6 | 0,6 | 6,6  |
| 2020–2021 | Georgia Bulldogs | 25  | 25  | 28,4 | .486 | .263 | .621 | 7,7  | 1,6  | 1,2 | 1,1 | 12,8 |
| 2021–2022 | Dayton Flyers    | 34  | 34  | 27,2 | .510 | .338 | .591 | 6,9  | 1,6  | 0,6 | 0,8 | 10,9 |
| 2022–2023 | Dayton Flyers    | 34  | 34  | 30,0 | .546 | .363 | .669 | 8,6  | 1,2  | 1,2 | 0,8 | 13,9 |
| Karrier   | Karrier          | 125 | 116 | 27,4 | .513 | .307 | .631 | 6,9  | 1,4  | 1,0 | 0,6 | 11,0 |